# Jan Lipavský

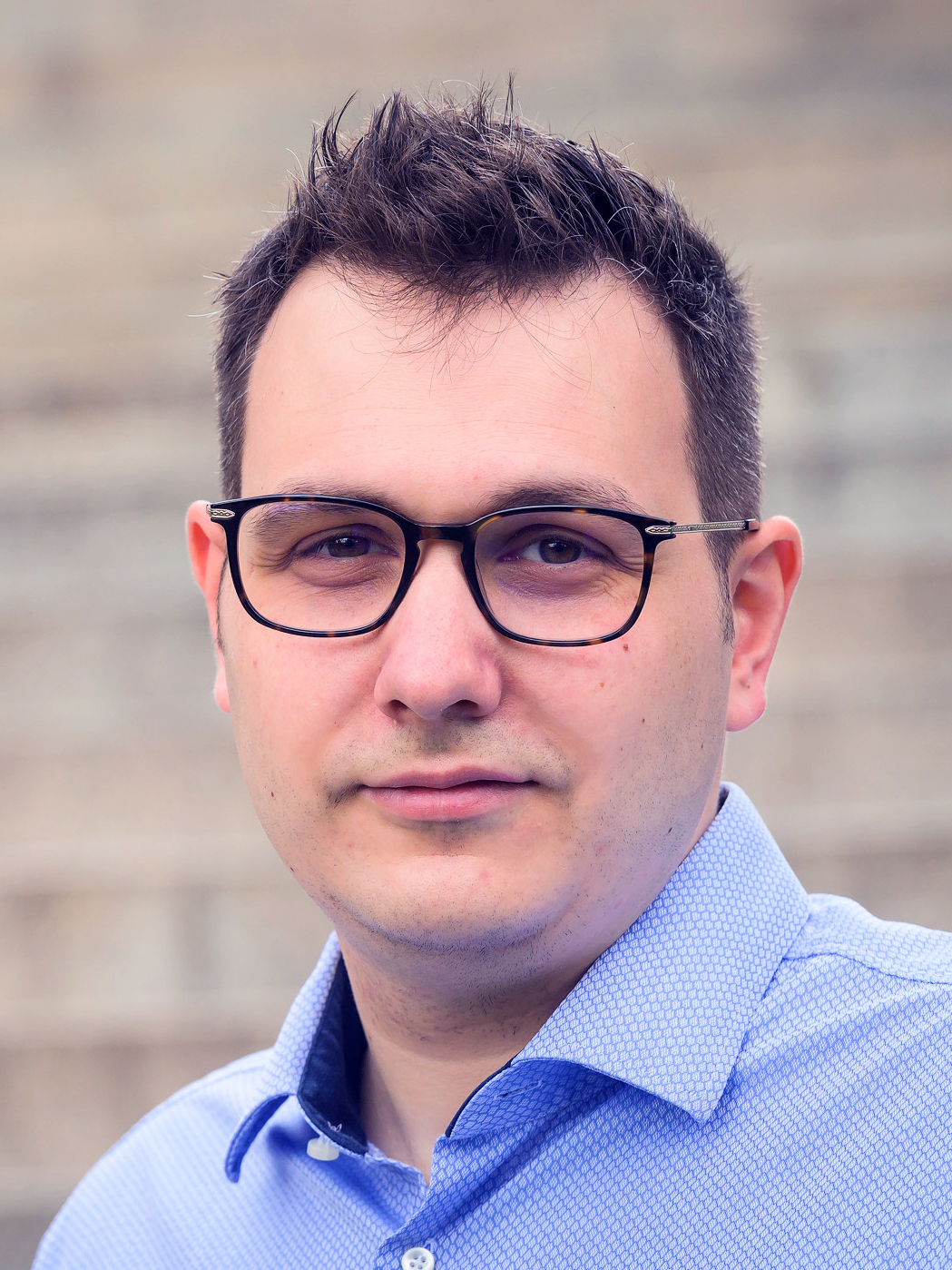
Jan Lipavský (2020)

Jan Lipavský (* 2. Juli 1985 in Prag) ist ein tschechischer Analyst, IT-Manager, Politiker und ehemaliges Mitglied der Tschechischen Piratenpartei. Seit dem 17. Dezember 2021 ist er Außenminister der Tschechischen Republik.

## Studium und Beruf
Lipavský besuchte ein Gymnasium in Prag und studierte von 2004 bis 2010 Internationale Beziehungen an der Karlsuniversität mit einem einjährigen Aufenthalt in Großbritannien an der Universität Kent. Beruflich war er bis 2017 als IT-Manager und Analyst im Bereich Bankwesen und Kapitalmarkt tätig.

## Politik
Bei der Abgeordnetenhauswahl 2017 wurde Lipavský zum Mitglied des Abgeordnetenhaus des Parlaments der Tschechischen Republik gewählt. bis zur Wahl 2021 Er war stellvertretender Vorsitzender im außenpolitischen Ausschuss und im Ausschuss für Verteidigung. 
Im November 2021 wurde er als Nachfolger Jakub Kulháneks für den Posten des Außenministers in der Regierung Petr Fiala vorgeschlagen. Dies lehnte Staatspräsident Miloš Zeman zunächst ab, fügte sich aber später. Lipavský wurde am 17. Dezember 2021 vereidigt.
Nach dem russischen Überfall auf die Ukraine 2022 forderte er in einem Interview Ende März 2022, Russland komplett aus dem SWIFT-Abkommen auszuschließen und russische Energieimporte in die Europäische Union zu beenden. Hierfür bedürfe es einer europäischen Lösung.
Lipavský war mit dem Ausscheiden der Piratenpartei aus der Regierung im Januar 2024 nicht einverstanden und er trat aus der Partei aus. Mit Unterstützung der übrigen vier Koalitionsparteien behielt er sein Amt als nunmehr parteiloser Außenminister.